# القنب الهندي في توغو
القنب الهندي في توغو غير قانوني

## الزراعة
أشار تقرير صدر عام 1995 إلى أن القنب الهندي كان محصول المخدرات الوحيد في توغو، ولم يتم تصديره.